# ラジオdeアイマCHU!!
ラジオdeアイマCHU!!（らじおであいまちゅ）は、ゲーム『THE IDOLM@STER 2』に関連するインターネットラジオ番組。『ラジオdeアイマSTAR☆』の後番組として、2011年4月21日から2014年11月27日まで、毎週木曜日にアニメイトTVにて配信された。アニメイトTVで配信されているアイドルマスター関連のインターネットラジオは、2006年4月開始の『ラジオdeアイマSHOW!』からほぼ中断することなく継続しており、本番組が5本目となっていた。
2020年8月1日には、「アイドルマスター」15周年を記念した特別番組「M@STER WEEKEND☆」が放送され、特別企画『765ラジオ復活祭！』として1日限りの特別番組が放送された。ニコニコ生放送とYouTubeで配信が行われる。

## パーソナリティ
『ラジオdeアイマSTAR☆』のパーソナリティであった仁後真耶子（高槻やよい 役）と長谷川明子（星井美希 役）の2人に、下田麻美（双海亜美・真美 役）が新たに加わった。恒例のパーソナリティによるユニット名は、活動5週目で「Honey Citrus」に決定した。
オープニング・エンディングのナレーションや、番組内で突っ込みをする、いわゆる「天の声」は、これまでの徳丸完（高木順一朗 役）から代わって大塚芳忠（高木順二朗 役）が務めた。

### Honey Citrus
Honey Citrus（ハニーシトラス）とは、パーソナリティの長谷川、仁後、下田の3人によるユニット。
ユニット名はリスナーからの公募を経て、第5回で決定した。なお、それまでは仮称として、3人の名前の頭文字から「はにし」と自称していた。

## 番組形式
この番組は毎回全国各地のスタジオから放送しているという形を取っていた。なお、アイドルマスターのラジオ番組ではリスナーのことをプロデューサーと呼ぶことが定着しており、この番組でも自然にプロデューサーの呼称が使われていた。
番組独自の挨拶は「ちゅ〜す」。
前番組同様、朝・昼・夜のスケジュールにコーナーを入れて進行された。コーナー名は「ご当地deアイマCHU!!」とパーソナリティの個人コーナーを除き、『THE IDOLM@STER 2』の要素に因んだものとなっている。

### 通常のコーナー

#### 番組終了時点のコーナー
ご当地deアイマCHU!!
全国各地の方言・地方情報などを絡めた朝の挨拶とそれに纏わるフリートークを行うコーナーであり、朝のスケジュールになる。
ふつお大賞
普通のお便りを紹介するコーナー。紹介した中から1通選び、「○○賞」を決定する。
団結オーディション
パーソナリティ3人の団結力を試すゲームコーナー。
どっとっぷメール
決められたお題に沿ったメールを募集・紹介し、面白かった・話が盛り上がった結果をランキング形式で発表するコーナー。
地獄の告知
オーディション等で団結力を乱したパーソナリティにある課題を与え、その内容に沿って告知を行うコーナー。実質罰ゲーム。
みんないっしょにバイリンガール
海外のプロデューサーともコミュニケーションをとれるように、アイマスで役に立つ外国語を学ぶコーナー
女子力向上CHU～
女子力アップに繋がりそうなお題を送ってもらい、お題にそって女子力の高そうな答えを発表するコーナー。
純喫茶ぽん
喫茶店のマスター、ぽんがあなたのお悩み相談に、美味しいコーヒーとレコード(?)で癒してくれるコーナー。
アキコント
お題を3つ出して、アッキーがそれに沿ったコントを即興でするコーナー。
やよいお姉ちゃんに叱られ隊＆褒められ隊
『やよいお姉ちゃんに叱られ隊』がパワーアップして帰ってきた。こんどは褒められたい人からのメールも募集中。
みんなでマスターピーCHU！
お題や質問に対して、リスナーがプロデューサーの立場で答える。
ぷちだより
2013年4月から始まった『ぷちます!!プチプチ・アイドルマスター』の開始に伴い、リスナーの感想などを紹介するコーナー
ぷちはにしのお仕事募集CHU!!
「ぷちます!! ‐プチプチ・アイドルマスター‐」がフィナーレを迎え、「ぷちだより」コーナーも終了してしまい、登場の機会がなくなってしまったぷちはにしたちに仕事を紹介する。
アッキーやんなよ
プロデューサーが仕事を紹介する。

#### 過去のコーナー
ちょーバーストレッスン
プロデューサーから送られた、テンションがバーストするようなセリフを言うコーナー。
ラジキャラ応援団
番組オリジナルキャラクターを制作し、グッズ化を目指すコーナー。
サウンドスイーパー明子
長谷川さんが自宅に転がっている「処分するもの」の音を録音し、何の音かを当てるコーナー。
アサーポンの風の便り
風の精霊であるアサーポンが、中二病のエピソードを風に例えて評価するコーナー。
にごのつぼ
笑いのツボがちょっとずれている仁後さんを思い切り笑わせる、わかりやすいダジャレを発表するコーナー。
グラビアdeコンテCHUト
「アイドルマスター グラビアフォーユー！」のゲーム内で撮影した写真を募集して大賞を決めるコーナー。
塩の楽園…endeN
アッキーランドにふさわしいメニューを探すミニコーナー。塩をかけると美味しくなりそうな食べ物に塩をかけて食べる。
まや文明
まや台国の住人「まーや」が話すニゴマヤ語（擬音）を、考古学者のアッキーノとアサーノフが正しく解読するコーナー。
やよいお姉ちゃんに叱られ隊
やよいお姉ちゃんに叱られたい人からのメールにいつもしっかりしてるやよいお姉ちゃんが叱ってくれるコーナー。
レベルぽんぽんアップ
下田さんが特技100個習得を目指して、様々なことにチャレンジするコーナー。
夢の王国アッキーランド
仮想のテーマパーク・「アッキーランド」を作り上げていくコーナー。
シャイニーフェCHUタ
3人が実際に楽器を演奏していくコーナー。

### 単発コーナー
765プロ社員研修
番組内のコーナーを紹介するコーナー（活動1週目のみ）。
サウンドスイーパー真耶子
仁後さんが台湾に行った際にどこにいったかを当てるコーナー。

## 放送リスト
- サブタイトルは、アニメイトTV配信時に付けられたもの。
- 太字はゲストがいる回。

| 放送回            | 配信日     | サブタイトル                                                           | 収録場所                                     | ゲスト     | 特記事項 !                      |
| ----------------- | ---------- | ---------------------------------------------------------------------- | -------------------------------------------- | ---------- | ------------------------------- |
| 活動1週目         | 2011/4/21  | 『最初からなんでもありな雰囲気に？』                                   |                                              |            |                                 |
| 活動2週目         | 2011/4/28  | 『もう一度、あの感動を思い出してみて』                                 | 静岡県                                       |            |                                 |
| 活動3週目         | 2011/5/6   | 『アイマスは一見さんも大歓迎です！』                                   | 京都府                                       |            |                                 |
| 活動4週目         | 2011/5/12  | 『挨拶は簡単なようですごく大事なことです』                             | 宮崎県                                       |            |                                 |
| 活動5週目         | 2011/5/19  | 『日本…じゃなくてアイマスの夜明けぜよ！』                              | 高知県                                       |            |                                 |
| 活動6週目         | 2011/5/26  | 『誘惑される匂いといえば…どんなの？』                                  | 秋田県                                       |            |                                 |
| 活動7週目         | 2011/6/2   | 『美味しい名産品はいつでも大歓迎だよ』                                 | 福井県                                       |            |                                 |
| 活動8週目         | 2011/6/9   | 『納豆を食べてねば～ねば～ギブアップ!?』                               | 茨城県                                       |            |                                 |
| 活動9週目         | 2011/6/16  | 『三本の矢のように心が折れない番組を目指します』                       | 広島県                                       | 平田宏美   |                                 |
| 活動10週目        | 2011/6/23  | 『ライブ目前！サイリウムの準備はできてますか～？』                     | 東京都                                       | 平田宏美   |                                 |
| 活動11週目        | 2011/6/30  | 『道産子と一緒に、とかちつくちて☆』                                    | 北海道                                       |            |                                 |
| 活動12週目        | 2011/7/7   | 『七夕の夜空に何を願うの？』                                           | 愛知県                                       |            |                                 |
| 活動13週目        | 2011/7/14  | 『博多美人のようなアイドルを目指すたい！』                             | 福岡県                                       |            |                                 |
| 活動14週目        | 2011/7/21  | 『上方では笑いを取ることが一番大事？』                                 | 大阪府                                       |            |                                 |
| 活動15週目        | 2011/7/28  | 『当番組はアイマス初心者でも十分楽しめますよ』                         | 北海道                                       |            |                                 |
| 活動16週目        | 2011/8/4   | 『ダジャレでまやを笑わせてくれるのは、ダレジャ？』                     | 山梨県                                       |            |                                 |
| 活動17週目        | 2011/8/18  | 『お盆明けでも、ライブの思い出は永遠です♪』                            | 栃木県                                       |            |                                 |
| 活動18週目        | 2011/8/24  | 『本日8月24日は、はにしの日♪』                                         | 新潟県                                       |            |                                 |
| 活動19週目        | 2011/9/1   | 『秋になってもまだまだ熱い気持ちは止まらない!?』                       | 熊本県                                       |            |                                 |
| 活動20週目        | 2011/9/8   | 『はにしもラジキャラも新展開!?』                                       | 青森県                                       |            |                                 |
| 活動21週目        | 2011/9/15  | 『おいどんは、仁後さんを笑わすために来たでごわす』                     | 鹿児島県                                     |            |                                 |
| 活動22週目        | 2011/9/22  | 『公録前にみんなでハイ、タ～ッチ！』                                   | 富山県                                       |            |                                 |
| 活動23週目        | 2011/9/29  | 『メインイベントは終わった、なんてまだ言わないでね！』                 | 香川県                                       |            |                                 |
| 活動24週目        | 2011/10/6  | 『地方巡業の時は名所を回らないと損でしょ→！』                          | 兵庫県                                       |            |                                 |
| 活動25週目        | 2011/10/13 | 『杏美様、再び降臨！』                                                 | 神奈川県                                     | 浅倉杏美   |                                 |
| 活動26週目        | 2011/10/20 | 『どんなことをするとドキッとするの？』                                 | 長崎県                                       | 浅倉杏美   |                                 |
| 活動27週目        | 2011/10/27 | 『兄ちゃんを悩殺するポーズって、どんなの？』                           | 福島県                                       |            |                                 |
| 活動28週目        | 2011/11/4  | 『精霊から秋風の便りを皆さんに』                                       | 岐阜県                                       |            |                                 |
| 活動29週目        | 2011/11/10 | 『笑う門には秋来る?』                                                  | 埼玉県                                       |            |                                 |
| 活動30週目        | 2011/11/17 | 『山形県一のスナイパーを目指して…』                                    | 山形県                                       |            |                                 |
| 活動31週目        | 2011/11/24 | 『塵も積もれば山となる』                                               | 奈良県                                       |            |                                 |
| 活動32週目        | 2011/12/1  | 『はっぴーばーすでー♪仁後さん♪』                                       | 愛媛県                                       |            |                                 |
| 活動33週目        | 2011/12/8  | 『アサミンゴスP、ぶち頑張ります！』                                    | 山口県                                       | 今井麻美   |                                 |
| 活動34週目        | 2011/12/15 | 『プロデューサー、どんなポーズをすればいいですか？』                   | 徳島県                                       | 今井麻美   |                                 |
| 活動35週目        | 2011/12/22 | 『全国のプロデューサーさん、メリークリスマCHU!』                       | 群馬県                                       |            |                                 |
| 活動36週目        | 2012/1/5   | 『新年明けまして、おめでとうございまCHU!』                             | 滋賀県                                       |            |                                 |
| 活動37週目        | 2012/1/12  | 『アイマスや ああアイマスや アイマスや』                               | 宮城県                                       |            |                                 |
| 活動38週目        | 2012/1/19  | 『こんなポーズですか？プロデューサー？』                               | 大分県                                       |            |                                 |
| 活動39週目        | 2012/1/26  | 『お誕生日おめでとうございます！下田さん♪』                            | 鳥取県                                       |            |                                 |
| 活動40週目        | 2012/2/2   | 『祝！関東制覇！』                                                     | 千葉県                                       |            |                                 |
| 活動41週目        | 2012/2/9   | 『バレンタインデープレゼントです！プロデューサー！』                   | 和歌山県                                     |            |                                 |
| 活動42週目        | 2012/2/16  | 『公開録音に向けて…テイクオフ！』                                      | 長野県                                       |            |                                 |
| 活動43週目        | 2012/2/23  | 『ダジャレ講座を開講します！』                                         | 佐賀県                                       |            | 下田、体調不良により休養        |
| 活動44週目        | 2012/3/1   | 『プロデューサー、こういうポーズなんてどうですか？』                   | 石川県                                       |            | 下田、体調不良により休養        |
| 活動45週目        | 2012/3/8   | 『TシャCHU!!を作りましょう！』                                         | 岩手県                                       |            |                                 |
| 活動46週目        | 2012/3/15  | 『公開録音まで残り1ヶ月だyo』                                          | 三重県                                       |            |                                 |
| 活動47週目        | 2012/3/22  | 『おじいさん、おばあさん、これから中二病退治に行ってまいります』       | 岡山県                                       | 沼倉愛美   |                                 |
| 活動48週目        | 2012/3/29  | 『祝！日本一周！』                                                     | 沖縄県                                       | 沼倉愛美   |                                 |
| 活動49週目        | 2012/4/5   | 『みなさん、ボンジュール！』                                           | フランス                                     |            |                                 |
| 活動50週目        | 2012/4/12  | 『公録前にCHU!!…リップ』                                               | オランダ                                     |            |                                 |
| 活動51週目        | 2012/4/19  | 『2週目の旅へ向けて計画中…』                                           | 根津神社                                     |            |                                 |
| 活動52週目        | 2012/4/26  | 『プロデューサーさんの心は春満開CHU～』                                | 伊豆大島                                     |            |                                 |
| 活動53週目        | 2012/5/7   | 『GW明けでも、公開録音の思い出は永遠です♪』                            | 栃木県の那須フラワーワールド                 |            |                                 |
| 活動54週目        | 2012/5/10  | 『クロと一緒に♪』                                                      | 765プロ事務所                                | クロ       |                                 |
| 活動55週目        | 2012/5/17  | 『はにしのお部屋へようこそ！』                                         | 須賀川市の須賀川牡丹園                       |            |                                 |
| 活動56週目        | 2012/5/24  | 『三重県にはおいしいお菓子がたくさんあります♪』                        | 二見町の夫婦岩                               |            |                                 |
| 活動57週目        | 2012/5/31  | 『綺麗な金環日食でしたね～♪』                                          | 秋田県の新屋海浜公園                         |            |                                 |
| 活動58週目        | 2012/6/7   | 『傘が手放せない季節です』                                             | 関市の21世紀の森公園                         |            |                                 |
| 活動59週目        | 2012/6/14  | 『日本一大きなおにぎりを探して…』                                      | 日田市の梅干しの石蔵                         |            |                                 |
| 活動60週目        | 2012/6/21  | 『眼鏡をかけたアイドルは好きですか？』                                 | 四万十市のトンボ自然公園                     |            |                                 |
| 活動61週目        | 2012/6/28  | 『ライブも終わって、あっちむいてホイ！』                               | 中之条町の薬王園                             |            |                                 |
| 活動62週目        | 2012/7/5   | 『かぐや姫の様に、おしとやかに…』                                      | 広陵町の讃岐神社                             |            |                                 |
| 活動63週目        | 2012/7/12  | 『アイドルNo.1のバイリンガルを目指して』                               | 新横浜ラーメン博物館                         |            |                                 |
| 活動64週目        | 2012/7/19  | 『神様のように平等に…』                                                | 島根県の山代二子塚古墳                       |            |                                 |
| 活動65週目        | 2012/7/26  | 『夢の王国へ行ってみたい♪』                                            | 勝山市の福井県立恐竜博物館                   |            |                                 |
| 活動66週目        | 2012/8/2   | 『8月2日は（ハニー）の日』                                             | 八女市の星のふるさと公園                     |            |                                 |
| 活動67週目        | 2012/8/9   | 『台湾に行きたいわん♪』                                                | 台湾                                         |            |                                 |
| 活動68週目        | 2012/8/16  | 『夏の定番といえばやっぱり…』                                          | 京都府の志明院                               |            |                                 |
| 活動69週目        | 2012/8/23  | 『暑さもレベルも上昇中！』                                             | 東京都                                       |            |                                 |
| 活動70週目        | 2012/8/30  | 『流れるものに身を任せ…』                                              | 宮崎県の高千穂渓谷                           |            |                                 |
| 活動71週目        | 2012/9/6   | 『格好良さと可愛さを兼ね備えた女の子といえば？』                       | 珠洲市の揚げ浜塩田                           |            |                                 |
| 活動72週目        | 2012/9/13  | 『うどんをくわえて運動♪』                                              | さぬき市の平賀源内記念館                     |            |                                 |
| 活動73週目        | 2012/9/20  | 『アイマス！ピボーン！』                                               | 遠野市のカッパ淵                             |            |                                 |
| 活動74週目        | 2012/9/27  | 『ぷちアニメ化決定！』                                                 | 嬉野市の嬉野温泉                             |            |                                 |
| 活動75週目        | 2012/10/4  | 『叱られたい人集合！』                                                 | 岡山県の化生寺                               |            |                                 |
| 活動76週目        | 2012/10/11 | 『紙切りに挑戦する…ぴよ』                                              | 茨城県のあみプレミアム・アウトレット         |            |                                 |
| 活動77週目        | 2012/10/18 | 『マスコットキャラ決定!』                                              | 和歌山県のイブ王国                           |            |                                 |
| 活動78週目        | 2012/10/26 | 『どんな音色を奏でるの？』                                             | 長崎県おぢか島に向かう船の上                 |            |                                 |
| 活動79週目        | 2012/11/1  | 『あなたにふさわしい楽器はどんな楽器？』                               | 浜松市の楽器博物館                           |            |                                 |
| 活動80週目        | 2012/11/8  | 『未来へのコイントス！』                                               | 愛媛県の久万高原                             |            |                                 |
| 活動81週目        | 2012/11/15 | 『どんなアトラクションが好きですか？』                                 | 三川町の高禅寺                               |            |                                 |
| 活動82週目        | 2012/11/22 | 『ご利益がありますように…』                                            | 瀬戸市の招き猫ミュージアム                   |            |                                 |
| 活動83週目        | 2012/11/29 | 『バースデープレゼント！』                                             | 市原市の市原ぞうの国                         |            |                                 |
| 活動84週目        | 2012/12/6  | 『ママ、パパ、オオハハサマ』                                           | 岐阜県関ケ原町                               |            |                                 |
| 活動85週目        | 2012/12/13 | 『上手に演奏出来るかな？』                                             | 青森県                                       |            |                                 |
| 活動86週目        | 2012/12/20 | 『少し早いけど…メリークリスマCHU!!』                                   | 滋賀県                                       |            |                                 |
| 活動87週目        | 2012/12/27 | 『来年もよろしくお願いします！』                                       | 沖縄県                                       |            |                                 |
| 活動88週目        | 2013/1/10  | 『ぷちます！皆さん見ていますか？』                                     | 山梨県                                       |            |                                 |
| 活動89週目        | 2013/1/17  | 『レモンに塩をかけると…？』                                            | 富山県                                       |            |                                 |
| 活動90週目        | 2013/1/24  | 『Happy Birthday♪下田さん♪』                                           | 鳥取県                                       |            |                                 |
| 活動91週目        | 2013/1/31  | 『高槻家ダゴとは？』                                                   | 熊本県                                       |            |                                 |
| 活動92週目        | 2013/2/7   | 『私たち、千畳敷ガールです！』                                         | 長野県                                       |            |                                 |
| 活動93週目        | 2013/2/14  | 『14日の木曜日はCHU-YO!の日』                                          | 宮城県                                       |            |                                 |
| 活動94週目        | 2013/2/21  | 『宇宙と愛とは…』                                                      | 兵庫県                                       |            |                                 |
| 活動95週目        | 2013/2/28  | 『ライブお疲れ様でした！』                                             | 埼玉県                                       |            |                                 |
| 活動96週目        | 2013/3/7   | 『おめでたい事が続きます♪』                                            | 広島県                                       |            |                                 |
| 活動97週目        | 2013/3/14  | 『SAY!CHU-YO!』                                                        | 大阪府                                       |            |                                 |
| 活動98週目        | 2013/3/21  | 『卒業シーズンの到来です』                                             | 徳島県                                       |            |                                 |
| 活動99週目        | 2013/3/28  | 『あと1回で…』                                                         | 山口県                                       |            |                                 |
| 活動100週目       | 2013/4/4   | 『祝！100回目！』                                                      | 宇宙                                         |            |                                 |
| 活動101週目       | 2013/4/11  | 『ハッピーバースデー♪長谷川さん♪』                                     | 新潟県                                       |            |                                 |
| 活動102週目       | 2013/4/18  | 『うっぱのぷのぷれべる』                                               | 鹿児島県                                     |            |                                 |
| 活動103週目       | 2013/4/25  | 『祝！日本二周!!』                                                     | 北海道                                       |            |                                 |
| 活動104週目       | 2013/5/2   | 『自由の女神を目指し、自由な放送を…』                                  | アメリカ                                     |            |                                 |
| 活動105週目       | 2013/5/9   | 『演奏特訓開始！』                                                     | タイ王国                                     |            |                                 |
| 活動106週目       | 2013/5/16  | 『一回限りの復活？』                                                   | ペルー                                       |            |                                 |
| 活動107週目       | 2013/5/23  | 『すごくない！？ 私たちの民族音楽(?)』                                 | トルコ共和国のカッパドキア                   |            |                                 |
| 活動108週目       | 2013/5/30  | 『ろしあんるーれっと』                                                 | ロシア                                       |            |                                 |
| 活動109週目       | 2013/6/6   | 『ぷちます！かんしゃさい！！お疲れさまでした！』                       | スペイン                                     |            |                                 |
| 活動110週目       | 2013/6/13  | 『スパイへの道の第一歩？』                                             | フィリピン                                   |            |                                 |
| 活動111週目       | 2013/6/20  | 『あれ？もしかして…』                                                  | ブラジル                                     |            |                                 |
| 活動112週目       | 2013/6/27  | 『華麗にアメ玉をキャッチ!?』                                           | オーストラリア                               |            |                                 |
| 活動113週目       | 2013/7/4   | 『主演はだぁれ？』                                                     | 愛知県                                       |            |                                 |
| 活動114週目       | 2013/7/11  | 『いろんな物を計ろう！』                                               | エジプト                                     |            |                                 |
| 活動115週目       | 2013/7/18  | 『笑いのツボ…再び…』                                                   | 大阪府                                       |            | にごのつぼ復活                  |
| 活動116週目       | 2013/7/25  | 『狙いを定めて…』                                                      | ドイツ                                       |            |                                 |
| 活動117週目       | 2013/8/1   | 『もうすぐよこはまこうえんです！』                                     | 横浜                                         |            |                                 |
| 活動118週目       | 2013/8/8   | 『スペシャルCD好評発売CHU!!です！』                                    | シンガポール                                 |            |                                 |
| 活動119週目       | 2013/8/15  | 残暑お見舞い申し上げまCHU!!』                                          | マダガスカル共和国                           |            |                                 |
| 活動120週目       | 2013/8/22  | 『もうすぐはにしの日！』                                               | ルーマニア                                   |            |                                 |
| 活動121週目       | 2013/8/29  | 『今日は何の日? 29(にく)の日だよ♪』                                    | 韓国の焼肉屋さん                             |            | 初の外での収録                  |
| 活動122週目       | 2013/9/5   | 『思い出に浸りまCHU!!』                                                | チリのサン・アルフォンソ・デル・マール       |            |                                 |
| 活動123週目       | 2013/9/12  | 『倍返しの機会がやって来ました？！』                                   | 筑後市                                       |            |                                 |
| 活動124週目       | 2013/9/19  | 『ラストは、幕張！がんばりメッセ！！』                                 | 千葉県の幕張メッセ                           |            |                                 |
| 活動125週目       | 2013/9/26  | 『8周年ツアー終了、ありがとうございました！』                          | アフリカのスワンジランド王国                 |            |                                 |
| 活動126週目       | 2013/10/3  | 『これが十年分だーーーッ！！！』                                       | イタリアのマリーノ                           |            |                                 |
| 活動127週目       | 2013/10/10 | 『おCHUかれさまピザ！』                                                | シカゴ                                       |            |                                 |
| 活動128週目       | 2013/10/17 | 『めざせ焼き肉Tシャツは、みんなを笑顔にする！』                        | 秋田県大仙市                                 |            |                                 |
| 活動129週目       | 2013/10/24 | 『トリック オア オニギリ！』                                           | キプロス共和国                               |            |                                 |
| 活動130週目       | 2013/10/31 | 『ハロウィン好き～！』                                                 | ブータン王国のガサ                           |            |                                 |
| 活動131週目       | 2013/11/7  | 『スイスいいなぁ～！』                                                 | スイスのマイエンフェルト                     |            |                                 |
| 活動132週目       | 2013/11/14 | 『HAPPY CHU・YO～!!』                                                  | 愛媛県伯方島                                 |            |                                 |
| 活動133週目       | 2013/11/21 | 『私の事は捨て置いて…っ!!』                                            | ガーナ共和国のオブアシ                       |            |                                 |
| 活動134週目       | 2013/11/28 | 『仁後さん！お誕生日おめでとうございまCHU♪』                           | メキシコのチチェン・イッツァ                 |            |                                 |
| 活動135週目       | 2013/12/5  | 『今週も、ワイワイお届けしまCHU！』                                    | インドのサヘート                             |            |                                 |
| 活動136週目       | 2013/12/12 | 『広がれ！プロデューサーの輪！』                                       | バハマのビッグ・メジャー・ケイ               |            |                                 |
| 活動137週目       | 2013/12/19 | 『クリスマス・イブ×6、パーティー☆』                                    | フィンランドのサンタクロース村               |            |                                 |
| 活動138週目       | 2013/12/26 | 『2013年大反省会★スペシャル』                                          | ザンビアのザンベジ サン ホテル               | 今井麻美   |                                 |
| 活動139週目       | 2014/1/2   | 『ウマづくし！』                                                       | 北海道の帯広競馬場                           |            |                                 |
| 活動140週目       | 2014/1/9   | 『一人じゃ出来ないから、一緒に頑張ろうよ！』                           | モナコ                                       |            |                                 |
| 活動141週目       | 2014/1/16  | 『はにしで福笑い！』                                                   | コスタリカのアレナル火山                     |            |                                 |
| 活動142週目       | 2014/1/23  | 『ぽんちゃん、お誕生日おめでとうございまCHU～♪』                       | イギリスのティンタジェル                     |            |                                 |
| 活動143週目       | 2014/2/6   | 『オニギリと海苔のような美味しい関係』                                 | スリランカのダラダー・マーリガワー寺院       |            |                                 |
| 活動144週目       | 2014/2/13  | 『映画公開記念スペシャル』                                             | ベルギーのブリュッセル                       |            |                                 |
| 活動145週目       | 2014/2/20  | 『ラッキー☆おすそ分け』                                                | チュニジアのカルタゴ                         |            |                                 |
| 活動146週目       | 2014/2/27  | 『はにしとは、“ハニーシトラス”のことである！！』                       | 東京のスタジオ                               |            |                                 |
| 活動147週目       | 2014/3/6   | 『一足遅れても、ひなまCHUり』                                          | ブルネイ                                     |            |                                 |
| 活動148週目       | 2014/3/13  | 『ライブの感想を一挙ご紹介＆重大発表もあるよスペシャル』               | さいたまスーパーアリーナ                     |            |                                 |
| 活動149週目       | 2014/3/20  | 『アッキー結婚披露宴スペシャル☆』                                      | 北海道の帯広市                               |            | アッキー結婚記念                |
| 活動150週目       | 2014/3/27  | 『パンビーーーム!再び…!!』                                             | アルゼンチンのラス・マノス洞窟               |            |                                 |
| 活動151週目       | 2014/4/3   | 『4月です！「ぷちます!! ‐プチプチ・アイドルマスター‐」第2期配信CHU!!』 | ジブチ共和国のアッサル湖                     |            |                                 |
| 活動152週目       | 2014/4/10  | 『公録イベントまであと1週間！ 楽器の練習CHU！』                        | ジャマイカのキングストン                     |            |                                 |
| 活動153週目       | 2014/4/17  | 『公開録音直前ジャマイカ～!!』                                         | ミャンマーのヤンゴン                         |            |                                 |
| 活動154週目       | 2014/4/24  | 『仁後ちゃん、結婚おめでとうございます（なの）!!』                     | スウェーデンのストックホルム                 |            |                                 |
| 活動155週目       | 2014/5/1   | 『824への試練!?』                                                      | ケニア共和国                                 |            |                                 |
| 活動156週目       | 2014/5/9   | 『公録イベント感想スペシャル！！』                                     | サンパール荒川の近くのカラオケボックス（？） |            |                                 |
| 活動157週目       | 2014/5/15  | 『ワンフォーオール！！』                                               | 765プロの事務所                              |            |                                 |
| 活動158週目       | 2014/5/22  | 『ウルグー、アイ☆バサバサー！』                                        | ウルグアイのロカ湖                           |            |                                 |
| 活動159週目       | 2014/5/29  | 『タラララッタターン、睡眠どーにゅーざいー♪』                          | ラオスのルアンパバーン                       |            |                                 |
| 活動160週目       | 2014/6/5   | 『皆さん、トゥース！』                                                 | シーランド公国                               |            |                                 |
| 活動161週目       | 2014/6/13  | 『“はにし”以外、考えにくいよねー…で、何にしたの？』                    | カメルーン                                   |            |                                 |
| 活動162週目       | 2014/6/19  | 『革命的チャックチェック☆』                                            | キューバのハバナ                             |            |                                 |
| 活動163週目       | 2014/6/26  | 『ギャグは解説されるほどにつらいものなんです』                         | ニュージーランドのアグロドーム               |            |                                 |
| 活動164週目       | 2014/7/3   | 『波に乗るぜ～♪』                                                      | ナミビア共和国のパームビーチ                 |            |                                 |
| 活動165週目       | 2014/7/10  | 『とぎ汁ブシャー！！』                                                 | ブラジルのリオデジャネイロ                   |            |                                 |
| 活動166週目       | 2014/7/17  | 『ぷちたちに会いたいならアイマCHU!!を聞けばいいじゃない！』            | フランスのヴェルサイユ宮殿                   |            |                                 |
| 活動167週目       | 2014/7/24  | 『ピヨピヨピヨコケコッコー！！』                                       | ベトナムのホーチミン                         |            |                                 |
| 活動168週目       | 2014/7/31  | 『DDか！』                                                             | グアテマラ共和国のアンティグア               |            |                                 |
| 活動169週目       | 2014/8/07  | 『CHU～YO～！』                                                        | バーレーン王国の砂漠                         |            |                                 |
| 活動170週目       | 2014/8/14  | 『CHU－YOの日！なの！』                                                | 台湾の台北市にある『孔子廟（こうしびょう）』 |            |                                 |
| 活動171週目       | 2014/8/21  | 『今日は821（ハニー）の日☆』                                           | オーストリアのウィーン                       |            |                                 |
| 特別編            | 2014/8/24  | 『はにしの日スペシャル』                                               |                                              |            | 8/24限りの配信                  |
| 活動172週目       | 2014/8/28  | 『名古屋公演お疲れさまでした～☆』                                      | カタールの首都・ドーハ                       |            |                                 |
| 活動173週目       | 2014/9/04  | 『DJCD発売間近！！』                                                   | ハンガリーにあるヘーヴィーズ湖               |            |                                 |
| 活動174週目       | 2014/9/11  | 『チキン！です』                                                       | マレーシアのクアラルンプール                 |            |                                 |
| 活動175週目       | 2014/9/18  | 『70センチ……』                                                         | パラグアイ共和国のイタイプーダム             |            |                                 |
| 活動176週目       | 2014/9/25  | 『伊集院真耶子…？』                                                    | モロッコ王国のシャウエン                     |            |                                 |
| 活動177週目       | 2014/10/02 | 『急展開！？団結オーディション！』                                     | バミューダ諸島の首都ハミルトン               |            |                                 |
| 活動178週目       | 2014/10/09 | 『デデデデデン!!フアッキーだッキー!!』                                 | ギリシャにあるポセイドン神殿                 |            |                                 |
| 活動179週目       | 2014/10/16 | 『トゥース!!』                                                         | トルクメニスタンにあるダルヴァザ             |            |                                 |
| 活動180週目       | 2014/10/23 | 『WE ARE M@STERPIECE!!』                                               | 南アフリカ共和国にあるスタークフォンテン洞窟 |            | 11/27まででの番組配信終了を発表 |
| 活動181週目       | 2014/10/30 | 『アイマCHU公録(？)ツアーCHU！』                                       | 北海道                                       |            |                                 |
| 活動182週目       | 2014/11/06 | 『春香と一緒にラジオdeアイマCHU!!』                                    | 名古屋                                       | 中村繪里子 |                                 |
| 活動183週目       | 2014/11/13 | 『おもろなパーリナーイ!!』                                             | 大阪                                         |            |                                 |
| 活動184週目       | 2014/11/20 | 『ちゅ～よ～……あれ？』                                                 | 福岡                                         | 今井麻美   |                                 |
| 活動185週目       | 2014/11/27 | 『CHU～～～～～っす！！』                                              | 東京                                         |            |                                 |
| 765ラジオ復活祭！ | 2020/8/1   |                                                                        |                                              |            |                                 |

## ゲスト
- 平田宏美（菊地真 役：第9回、第10回）
- 浅倉杏美（萩原雪歩 役：第25回、第26回）
- 今井麻美（如月千早・アサミンゴスP 役：第33回、第34回、第138回、第184回） - 第138回と第184回はサプライズ出演
- 沼倉愛美（我那覇響 役：第47回、第48回）
- クロ（どこでもいっしょより：第54回）
- 中村繪里子（天海春香 役：第182回）

## CD
DJCD ラジオdeアイマCHU!! EXTRA
2011年10月19日発売（2011年9月24日の公開録音で先行販売）。
DJCD ラジオdeアイマCHU!! SP01
2011年11月30日発売。2011年9月24日に行われた公開録音イベントの模様が収録されている。
DJCD ラジオdeアイマCHU!! SP02
2012年7月10日発売。2012年4月14日に行われた公開録音イベントの模様が収録されている。
DJCD ラジオdeアイマCHU!! スペシャルCD
2013年7月24日発売。2013年5月29日に行われた「ぷちます！かんしゃさい！！」で先行販売された。
番組のテーマソング「Mon Chéri」と「れでぃお☆マジかる」を収録。
DJCD ラジオdeアイマCHU!! ワールドCHUアー!!
2014年9月10日発売。2014年4月19日に行われた公開録音イベントの模様が収録されている。
DJCD ラジオdeアイマCHU!! ますたーぴーCHU!!
2015年1月30日発売。2014年12月27日に行われた「アニ☆マルシェ　animemarche 2014冬 in アニメイト池袋本店・秋葉原」で先行販売された。新録のCDと全185回の音源データを収録したDVD-ROMのセット。

## 公開録音
「もぎたてかんきっCHU!!～関内ホールへ行かんない？～」
2011年9月24日に神奈川県横浜市中区の関内ホールで開催された。ゲストは浅倉杏美（萩原雪歩 役）。
「春満開CHU!!リップ～まだまだゆっくり旅気分～」
2012年4月14日に開催。ゲストは平田宏美さん（菊地真 役）。
「ラジオdeアイマCHU!!ワールドCHUアー」
2014年4月19日にサンパール荒川で開催。